# Les Écrivains afro-antillais à Paris (1920-1960) : stratégies et postures identitaires

Les Écrivains afro-antillais à Paris (1920-1960) : stratégies et postures identitaires est un livre de référence sur les écrivains afro-antillais à Paris[réf. nécessaire]. Il est écrit par Buata Malela et a paru chez Karthala en 2008. 

## Objet
Ce livre est consacré aux écrivains originaires des colonies françaises d'Afrique et des Antilles qui ont vécu à Paris entre 1920 et 1960. Il s'agit notamment de chercher à comprendre comment les plus représentatifs d'entre eux – René Maran, L.-S. Senghor, Aimé Césaire, Édouard Glissant, Mongo Beti – se sont construits une identité d'écrivain selon la logique propre au champ littéraire parisien. Du fait de leurs origines et de l'époque considérée, cela revient à étudier leur rapport à l'Afrique, tant d'un point de vue sociopolitique que littéraire et philosophique. Les premières études qui leur ont été consacrées ont consisté en de vastes synthèses qui apportaient un éclairage historique, linguistique, psychologique et biographique sur une littérature qualifiée d'africaine ou de « négro-africaine ». Les recherches récentes, au contraire, tendent de plus en plus à aborder les études littéraires dites « francophones » dans une perspective relationnelle et à rechercher le lien qui peut exister entre les œuvres qui occupent l'espace littéraire francophone. Ces nouvelles approches sont à compléter par une étude de la place qu'occupent les auteurs afro-antillais au sein de l'institution littéraire parisienne.
Buata B. Malela examine donc les conditions de leur émergence littéraire : comment, à partir de leur position sociale et politique, ont-ils réussi à percer dans le centre parisien ? Ont-ils pu constituer un champ littéraire spécifique ? Quel statut attribuent-ils à l'Afrique dans leur production ?

## L'ouvrage
- Buata Bundu Malela, Écrivains afro-antillais à Paris (1920-1960) : stratégies et postures identitaires, éditions Karthala, 2008,  (ISBN 978-2-8458-6979-0)